# Euclid
Euclid (tiếng Hy Lạp: Εὐκλείδης Eukleidēs, phiên âm tiếng Việt: Ơclít), đôi khi còn được biết đến với tên gọi Euclid thành Alexandria, là nhà toán học lỗi lạc thời cổ Hy Lạp, sống vào thế kỉ 3 TCN. Ông được mệnh danh là "cha đẻ của hình học". Ông được vua Ptô-lê-mê I mời về làm việc ở A-lếch-xan-đri một trung tâm khoa học lớn thời cổ trên bờ Địa Trung Hải. Có thể nói hầu hết kiến thức hình học ở cấp trung học cơ sở hiện nay đều đã được đề cập một cách có hệ thống, chính xác trong bộ sách Cơ sở gồm 13 cuốn do Euclid viết ra, và đó cũng là bộ sách có ảnh hưởng nhất trong Lịch sử toán học kể từ khi nó được xuất bản đến cuối thế kỷ 19 và đầu thế kỷ 20. Ngoài ra ông còn tham gia nghiên cứu về luật xa gần, đường cô-nic, lý thuyết số và tính chính xác. Tục truyền rằng có lần vua Ptolemaios I Soter hỏi Euclid rằng liệu có thể đến với hình học bằng con đường khác ngắn hơn không? Ông trả lời ngay: "Muôn tâu Bệ hạ, trong hình học không có con đường dành riêng cho vua chúa mà chỉ có con đường dành cho những người kiên trì, nhẫn nại".

## Cuộc đời

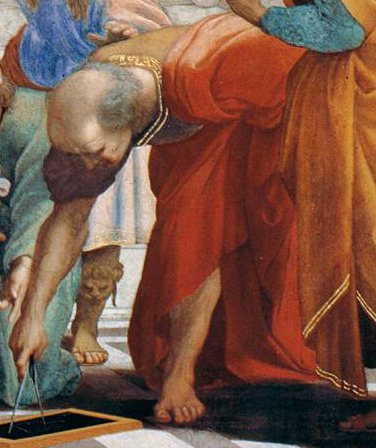
Trường học Athens Fresco

Euclid sinh ở thành Athena, sống khoảng 330-275 trước Công nguyên, được vua Ai Cập là Ptolemaios I Soter mời về làm việc ở chốn kinh kỳ Alexandria, một trung tâm khoa học lớn thời cổ trên bờ biển Địa Trung Hải.
Có ít thông tin về cuộc đời của Euclid, cũng như có ít tài liệu tham khảo về ông. Ngày và nơi sinh của Euclid cũng như hoàn cảnh cái chết của ông cũng không rõ, và con số chỉ tạm ước tính được đề cập trong các tài liệu tham khảo. Một vài tài liệu tham khảo có tính lịch sử về Euclid đã được viết vài thế kỷ sau khi ông mất, bởi Proclus và Pappus of Alexandria. Proclus chỉ giới thiệu ngắn ngọn về Euclid trong thế kỷ 5 trong quyển Commentary on the Elements, với vai trò là tác giả quyển Elements, ông được Archimedes đề cập đến, và khi Vua Ptolemaios hỏi rằng liệu có còn cách nào ngắn hơn để học hình học hơn là quyển "elements" của Euclid, "Euclid trả lời rằng không có con đường hoàng gia đến hình học." Mặc dù các trích dẫn có mục đích về Euclid bởi Archimedes đã được đánh giá là một suy luận bởi các tác giả sau này về tác phẩm của ông, người ta vẫn còn tin rằng Euclid đã viết tác phẩm của mình trước những tác phẩm của Archimedes. Ngoài ra, các giai thoại về "con đường hoàng gia" vẫn còn là câu hỏi bỏ ngỏ vì nó tương tự như một câu chuyện kể về Menaechmus và Alexander Đại đế. Trong một nguồn tham khảo khác duy nhất về Euclid, Pappus đã đề cập vắn tắt trong thế kỷ 4 rằng Apollonius "mất một thời gian dài với các học trò của Euclid tại Alexandria, và như vậy mà ông có được tư tưởng thói quen khoa học."

## Công trình
Bằng cách chọn lọc, phân biệt các loại kiến thức hình học đã có, bổ sung, khái quát và sắp xếp chúng lại thành một hệ thống chặt chẽ, dùng các tính chất trước để suy ra tính chất sau, bộ sách Cơ sở đồ sộ của Euclid đã đặt nền móng cho môn hình học cũng như toàn bộ toán học cổ đại. Bộ sách gồm 13 cuốn: sáu cuốn đầu gồm các kiến thức về hình học phẳng, ba cuốn tiếp theo có nội dung số học được trình bày dưới dạng hình học, cuốn thứ mười gồm các phép dựng hình có liên quan đến đại số, 3 cuốn cuối cùng nói về hình học không gian. Trong cuốn thứ nhất, Euclid đưa ra 5 tiên đề:
1. Qua hai điểm bất kì, luôn luôn vẽ được một đường thẳng
2. Đường thẳng có thể kéo dài vô hạn.
3. Với tâm bất kì và bán kính bất kì, luôn luôn vẽ được một đường tròn.
4. Mọi góc vuông đều bằng nhau.
5. Nếu 2 đường thẳng tạo thành với 1 đường thẳng thứ 3 hai góc trong cùng phía có tổng nhỏ hơn 180 độ thì chúng sẽ cắt nhau về phía đó.

Và 5 định đề:
1. Hai cái cùng bằng cái thứ ba thì bằng nhau.
2. Thêm những cái bằng nhau vào những cái bằng nhau thì được những cái bằng nhau.
3. Bớt đi những cái bằng nhau từ những cái bằng nhau thì được những cái bằng nhau.
4. Trùng nhau thì bằng nhau.
5. Toàn thể lớn hơn một phần.

Với các tiên đề và định đề đó, Euclid đã chứng minh được tất cả các tính chất hình học.
Con đường suy diễn hệ thống và chặt chẽ của bộ cơ bản làm cho tập sách được chép tay và truyền đi các nước. Tuy nhiên, các định đề và tiên đề của Euclid còn quá ít, đặc biệt là không có các tiên đề về liên tục, nên trong nhiều chứng minh, ông phải dựa vào trực giác hoặc thừa nhận những điều mà ông không nêu thành tiên đề.

## Tham khảo

Euclides, 1703